# Menengbaai
De Menengbaai is een baai aan de oostkust van Java ten noorden van Banyuwangi. Hier vond op 21 juli 1947 in de Indonesische Onafhankelijkheidsoorlog tijdens de Operatie Product een amfibische landingsoperatie van Nederlandse mariniers en het KNIL plaats.